# À vos marques
À vos marques est un jeu télévisé interscolaire de la télévision belge, destiné à la jeunesse présenté par Robert Frère et diffusé sur la RTB puis par la RTBF1 entre 1961 à 1977.  
Ce jeu est intitulé « Tournoi » à ses débuts avant de devenir « À  vos marques » à partir de 1962.   

## Historique
Cette émission diffusée le mardi puis le mercredi, en début de soirée, de 1961 à 1966, se déroulait en direct.
Elle vint à une diffusion le samedi en fin d'après-midi à partir d'octobre 1966, lors de la création de « Feu Vert » sur cette tranche horaire.
C'est Robert Frère, enseignant de profession, qui la présentait. Charles Kleinberg intervenait comme animateur-récitant poétique lors de l'émission. Le jury était présidé par Georges Renoy avec, entre autres, Anne Schiffmann (à titre d'information, cette dernière faisait partie du jury de « Génies en herbe », pas de « À vos marques »).
À l'automne 1977, le concept de l'émission fut légèrement modifié ainsi que le titre de l'émission, remplacé par « Le Ballon Jaune », avec Robert Frère comme seul animateur jusqu'au mois de mai 1978.
Il y eut également une autre émission pour la saison 1978-1979, intitulée « La Preuve par Set », toujours arbitrée par Georges Renoy, et présentée par Robert Frère et Georges Willeput.

## Concept
À vos marques mettait en compétition trois établissements scolaires de l'enseignement secondaire francophone au travers de questionnaires, d'épreuves sportives ou créatives. Une seule école se qualifiait pour le stade suivant jusqu'à l'accession en fin de saison à la grande finale où un établissement remportait le titre, synonyme de renommée et de prestige. En studio, les jeunes candidats étaient soutenus par leurs condisciples et leurs professeurs.